# Geissomeria
- Commons
- Wikispecies

Geissomeria Lindl., segundo o Sistema APG II, é um gênero botânico da família Acanthaceae, natural do México, América Central e região tropical da América do Sul.

## Espécies
| - Geissomeria bracteosa - Geissomeria cestrifolia - Geissomeria ciliata - Geissomeria cincinnata - Geissomeria coccinea - Geissomeria dawsonii - Geissomeria dichroa | - Geissomeria distans - Geissomeria fulgida - Geissomeria gigantea - Geissomeria lolioides - Geissomeria longiflora - Geissomeria macrophylla - Geissomeria mexicana | - Geissomeria nitida - Geissomeria perbracteosa - Geissomeria pubescens - Geissomeria schottiana - Geissomeria tetragona |

- «Lista das espécies»

## Nome e referências
Geissomeria J. Lindley, 1827

## Classificação do gênero
| Sistema | Classificação                       | Referência            |
| ------- | ----------------------------------- | --------------------- |
| APG II  | Ordem Lamiales, família Acanthaceae | APweb, versão 9, 2008 |